# نورمان إيمرسون
نورمان إيمرسون (بالإنجليزية: Norman Emerson)‏ (26 أكتوبر 1939 في أستراليا - ) هو لاعب كريكت أسترالي. لعب مع فريق فكتوريا للكريكت.

## وصلات خارجية
- نورمان إيمرسون على موقع إي آس بي آن كريك إنفو (الإنجليزية)